# Kakao

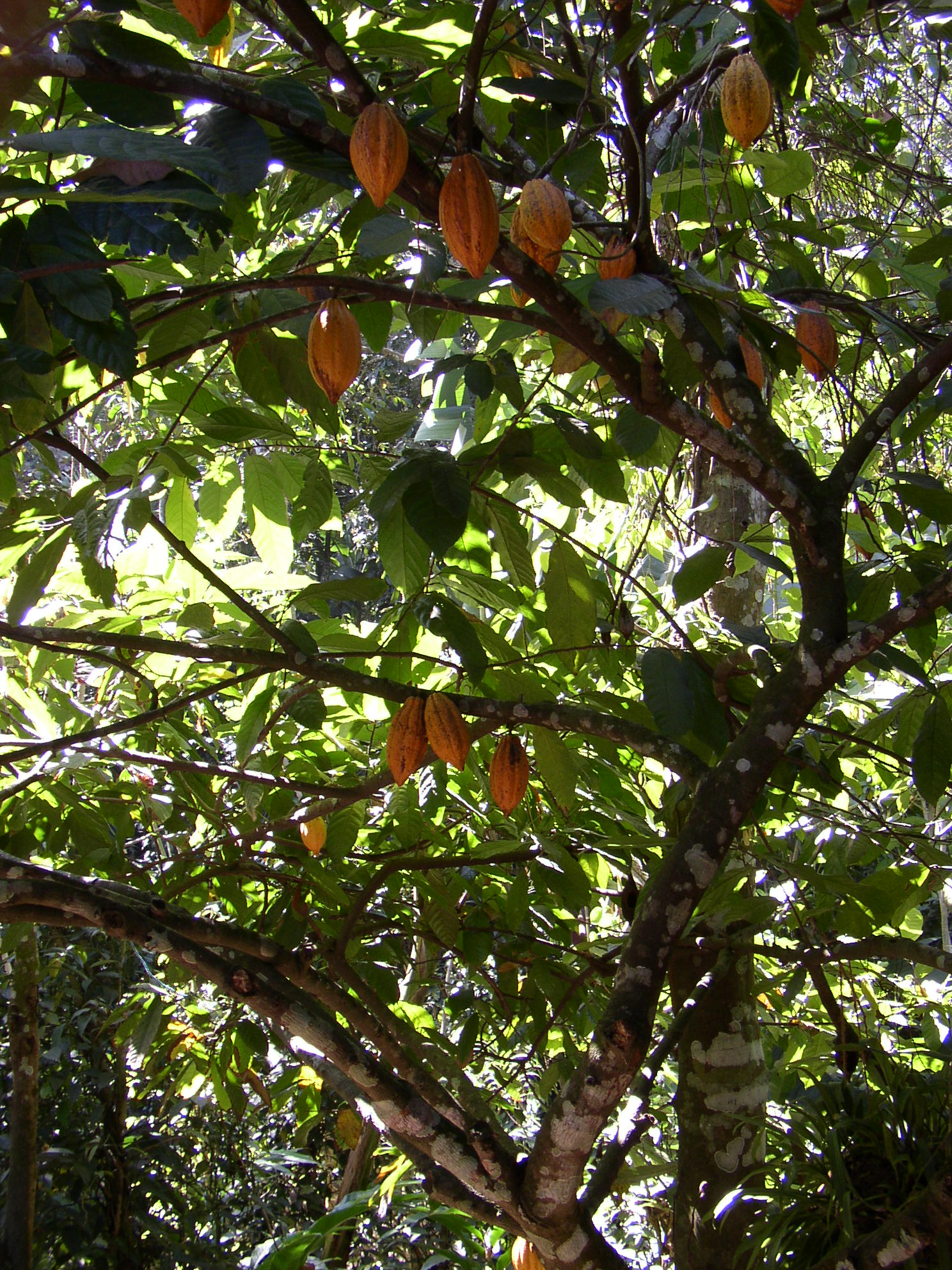
Kakaobaum

Kakao (spanisch cacao, nach Nahuatl cacauatl: Kakaowasser) ist ein Begriff, der je nach dem Zusammenhang eine Pflanze, deren Fruchtsaft, deren Samen oder aus diesen hergestellte Produkte bezeichnet.

## Pflanze
Die gemeinte Pflanze ist in aller Regel der Kakaobaum mit der wissenschaftlichen Bezeichnung Theobroma cacao. Aus den Samen des Kakaobaums sowie auch aus denen anderer Arten der Gattung Kakaobäume werden Kakao und Schokolade hergestellt (Brasilien).

## Samen (Kakaobohne)

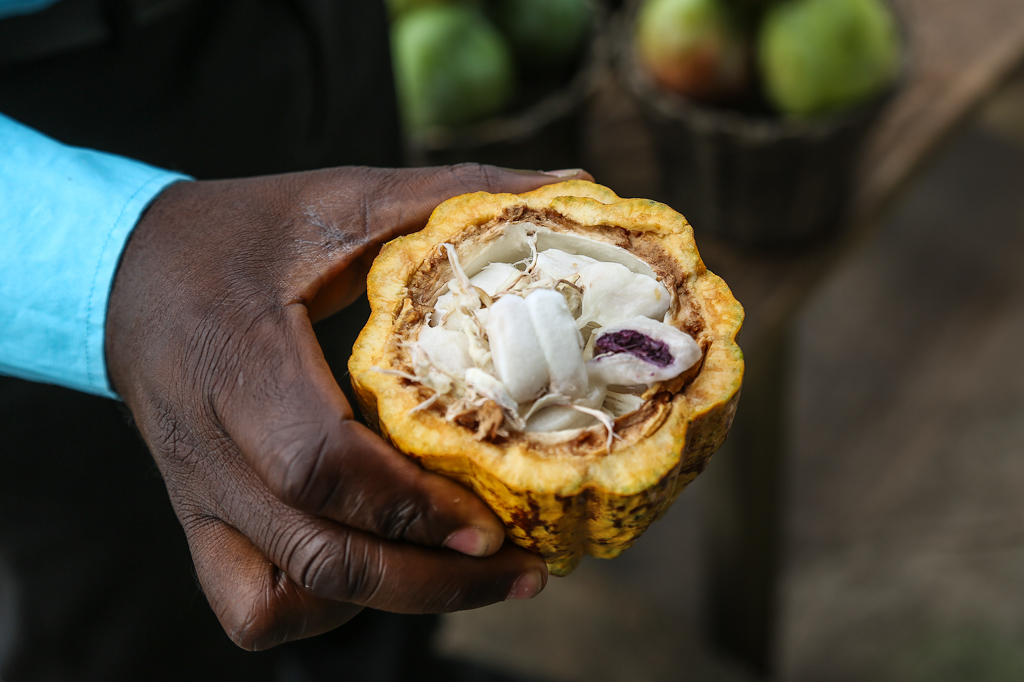
Geöffnete Kakaofrucht

Der Samen des Kakaobaums wird als Kakaobohne bezeichnet. Die Kakaobohne ist (heute wie früher) ein wichtiger pflanzlicher Rohstoff. Bei Termingeschäften an der Börse ist mit Kakao die Kakaobohne gemeint. Früher wurden Kakaobohnen auch als Zahlungsmittel genutzt. Beispielsweise kostete bei den Azteken ein Truthuhn 200 Kakaobohnen. Heute wird die größte Menge Kakao pro Staat in der Elfenbeinküste hergestellt, dort jedoch wegen der mangelnden Investitionssicherheit nur bis zur Trocknung der Kakaobohnen bearbeitet. Eine Kakaobohne enthält 54 % Kakaobutter, 11,5 % Eiweiß, 9 % Zellulose, 7,5 % Stärke und Pentosane, 6 % Gerbstoffe und farbgebende Bestandteile, 5 % Wasser, 2,6 % Mineralstoffe und Salze, 1,2 % Theobromin, 1 % verschiedene Zucker, 0,2 % Coffein sowie organische Säuren und Geschmacksstoffe.

## Kakaoprodukte
Aus der Kakaobohne wird Kakaomasse gewonnen, und aus dieser werden Kakaobutter und Kakaopulver hergestellt. Diese Produkte werden als Zutaten für Lebensmittel und in der Kosmetikindustrie verwendet. Das Getränk aus Kakaobohnen wurde von den Azteken als „xocóatl“, nach „xócoc“ (bitter) und „atl“ (Wasser), also als Bitterwasser, bezeichnet. Das davon abgeleitete Wort Schokolade bezeichnet heute ein festes, aber leicht schmelzbares Lebensmittel aus Bestandteilen der Kakaobohne und Zucker (und gegebenenfalls Butter und Vanille), das im 19. Jahrhundert erfunden und im 20. Jahrhundert weiterentwickelt wurde. Kakaohaltige Getränke werden aus Getränkepulver hergestellt und zählen zu den Zuckerwaren, hingegen zählt Trinkschokolade (auch als Kakao bezeichnet) zu Kakao (Getränk).
Der Saft aus Kakaofruchtfleisch wird in Brasilien als „suco de cacao“ (Kakaosaft) bezeichnet. In Mittelamerika wurde ein solcher Saft schon vor 1493 zu alkoholischen Getränken verarbeitet.

## Urgeschichte
Spuren an Tongefäßen, die in Santa Ana im oberen Teil des Amazonasbeckens (im Südosten von Ecuador) gefunden worden sind, belegen, dass die Pflanzenart „Theobroma cacao“ dort mindestens seit etwa 3300 v. Chr. kultiviert wurde. Vermutlich stammt diese Pflanzenart von dort und wurde später über Mittelamerika bis Tenochtitlan, das heutige Mexiko-Stadt, verbreitet.

## Probleme um den Anbau
Die Kakaopflanze braucht ein tropisch-feuchtes Klima. In Westafrika werden ca. 70 % der weltweiten Kakaoproduktion angebaut, vor allem in den Ländern Elfenbeinküste und Ghana. Nur 15 % stammen aus Mittelamerika und Südamerika, dem eigentlichen Ursprungsgebiet. Zu 90 % findet die Produktion in kleinbäuerlichen Familien statt, sie sichert den Lebensunterhalt von 14 Millionen Menschen und deren Familien.

### Kinderarbeit
In Ghana und der Elfenbeinküste ist es bei den Familien der Kakaobauern immer noch üblich, Kinder auf den Feldern mitarbeiten zu lassen. Dies steht häufig in Konkurrenz zu deren Schulbildung. Im Jahr 2019 leisteten nach einer Untersuchung der University of Chicago 45 % aller Kinder von Kakaobauern Kinderarbeit. Allerdings ist die Rate der schulbesuchenden Kinder in den letzten 10 Jahren von 58 % auf 80 % (Elfenbeinküste) bzw. von 89 % auf 96 % angestiegen.
Kinderarbeit beim Kakaoanbau ist immer noch so weit verbreitet, dass man auch beim Kauf von zertifizierter Schokolade nicht davon ausgehen kann, dass sie ohne Kinderarbeit erzeugt wurde.

### Rodung von Regenwald
Westafrika hat bereits 80 % seines Regenwaldes verloren. Grund ist das starke Bevölkerungswachstum in Verbindung mit der Rodung zur Schaffung von Anbauflächen. Das wichtigste Anbauprodukt ist Kakao. Für die Elfenbeinküste geht man von einem kompletten Regenwaldverlust im Jahr 2024 aus. Der Verlust an Regenwald ist daher in Westafrika höher als in Südamerika. Entwaldung ist eine der wichtigsten Ursachen für die menschengemachte Klimaerwärmung, und neben den Auswirkungen auf das Klima führt die Abholzung von Regenwald auch zu einem verstärken Artensterben. Schutzgebiete gibt es keine.